# Église Saint-Martin de Castelnau-d'Estrétefonds
Pour les articles homonymes, voir Église Saint-Martin.
L'église Saint-Martin de Castelnau-d'Estrétefonds est une église catholique, située à Castelnau-d'Estrétefonds dans le département de la Haute-Garonne et la région Occitanie. Elle est inscrite au titre des monuments historiques en 2001.

## Histoire

### Ancienne église Saint-Martin
Dans le cimetière on peut encore voir les vestiges de l’ancienne église saint-Martin que des traces écrites font remonter au-moins à 961. Ne perdure aujourd’hui qu’une nef romane, une abside du XVe et le clocher mur du XVIe siècle.

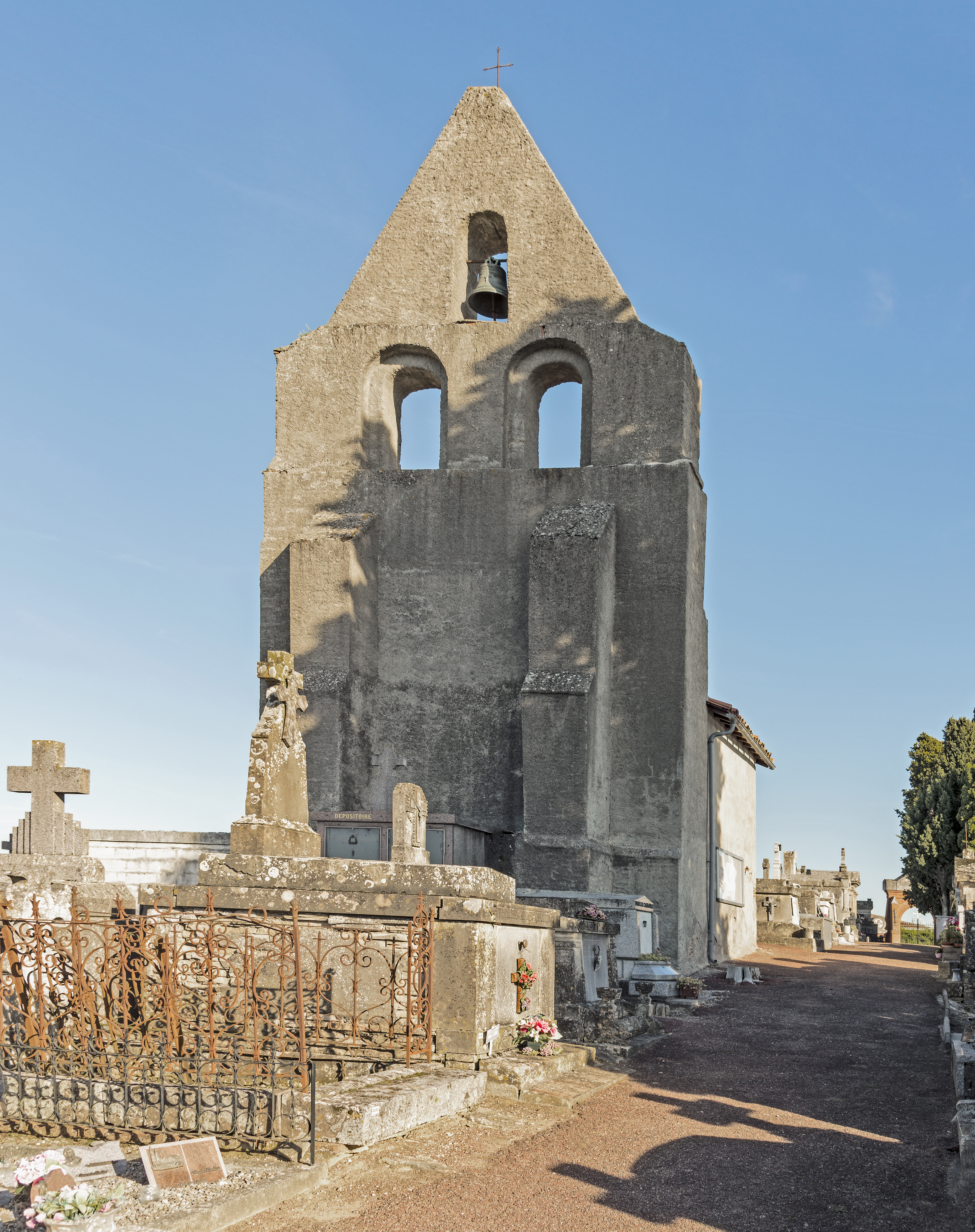
L’ancienne église de saint Martin.

### Le bâtiment actuel
Le terrain alors planté de vigne est acheté par la paroisse le 17 février 1551. En 1646, écroulement de la chapelle nord, en 1771 écroulement de la façade.   
L'édifice mesure 40 x 16 m. Reconstruction partielle par Gabriel Bréfeil au milieu du XIXe siècle.
L'église est de plan allongé avec un chœur pentagonal. La nef unique est couronnée par des voûtes sur croisées d'ogives, arcs doubleaux et arcs formerets cintrés. L'édifice comporte quatre chapelles couvertes par des voûtes sur croisées d'ogives à liernes et tiercerons. La 5e travée de la nef, formant avant-chœur, est flanquée de sacristies plafonnées. Dans le bas-côté nord, une chapelle haute est ménagée en étage carré au-dessus de l'ancienne sacristie (baie ouvrant sur la nef). 
Un clocher à flèche de maçonnerie est adossé sur l'élévation sud de la 1re travée de la nef, dont le rez-de-chaussée est occupé par la chapelle des fonts baptismaux. L'escalier d'accès est situé dans une tourelle polygonale indépendante.

## Intérieur
Cette église a la particularité de posséder de nombreux éléments inscrits au titre des monuments historiques.

### Chœur
Le plafond du chœur a été peint par le peintre de genre Arsène Robert.
L'ancien maître-autel en bois peint en faux marbre, date de la restauration du chœur en 1812. Il est toujours en activité.
Le maître-autel en marbre construit en 1848 sur un plan d'Auguste Virebent, réalisé par le tailleur de pierre Pierre Gasc.
Cet ensemble de cinq verrières a été réalisé en 1865 par le maître verrier toulousain Louis-Victor Gesta, lors des travaux d'embellissement du chœur et d'allongement de ses baies. Les personnages représentés sont : le Christ (Sacré-Cœur), Antoine le Grand, saint Joseph, saint Martin de Tours, sainte Germaine, en pied, auréole, et attributs .
L'ensemble de la garniture d'autel, de style néo-gothique : 6 chandeliers d'autel et croix d'autel (Christ en croix) en bronze doré de la fin du XIXe siècle.
Une piéta en bois doré et vernis faite autour de 1595 (Probablement faisant initialement parti d'un retable) .

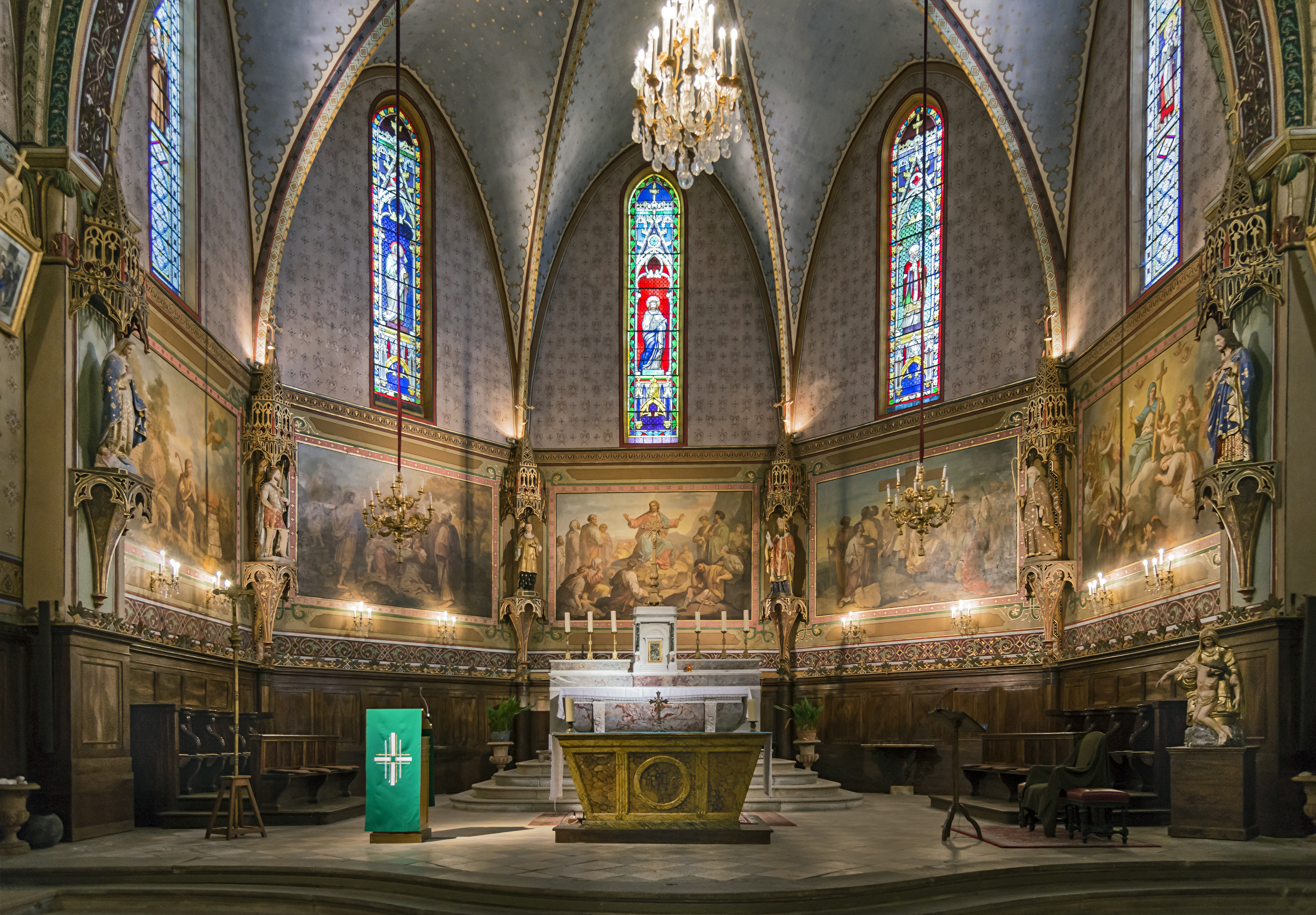
Le chœur.
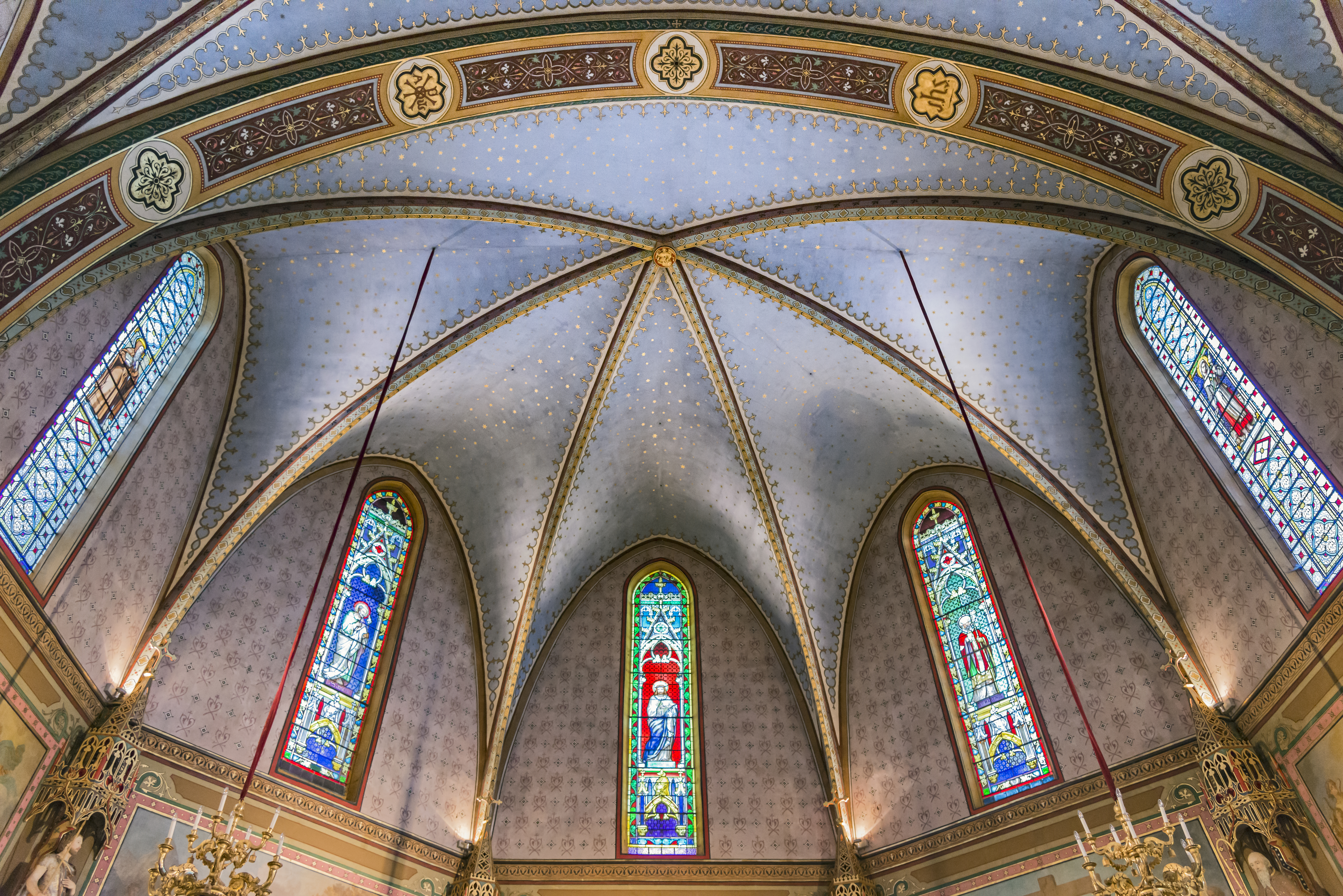
Le plafond du chœur.
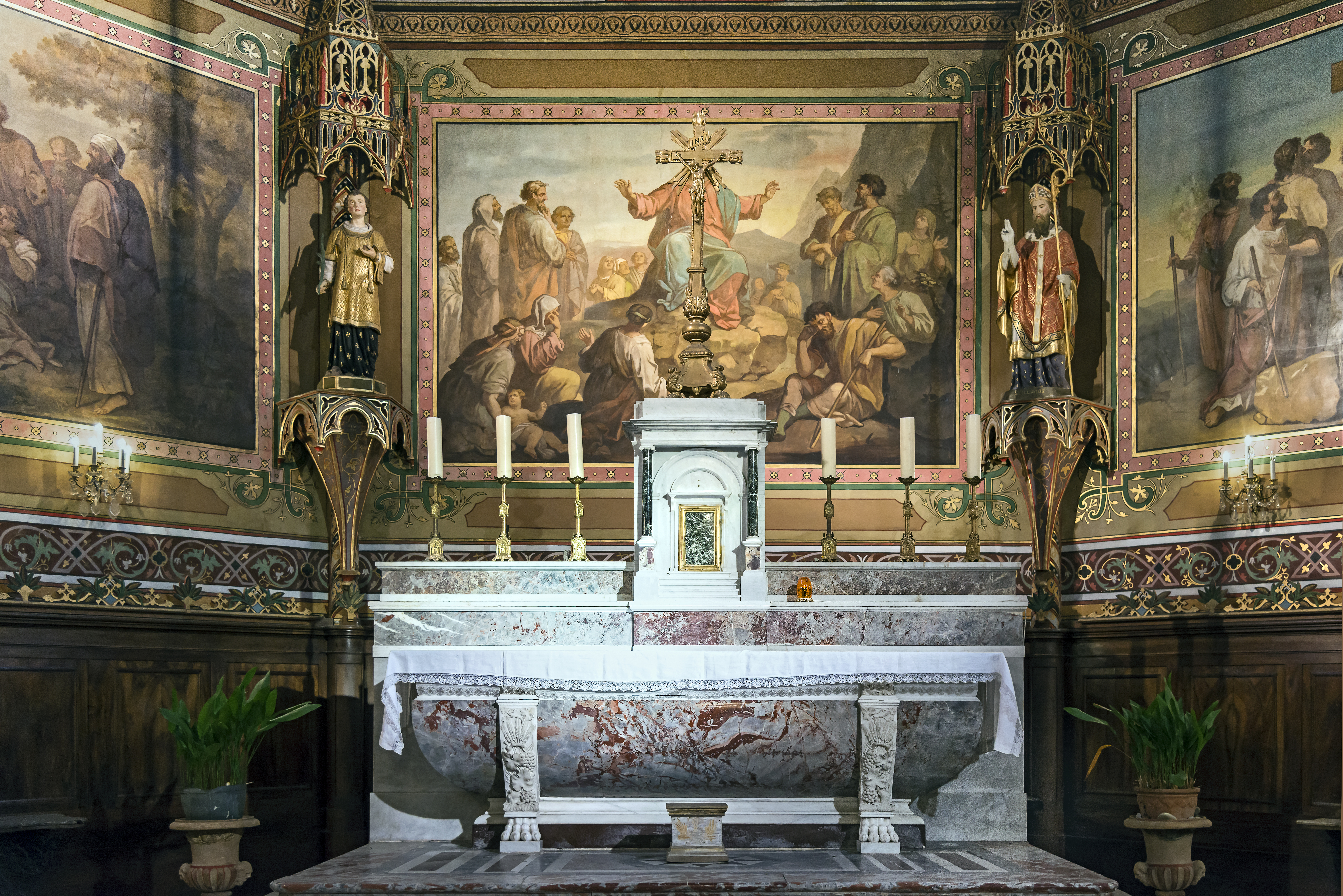
Le maître-autel en marbre de 1848.
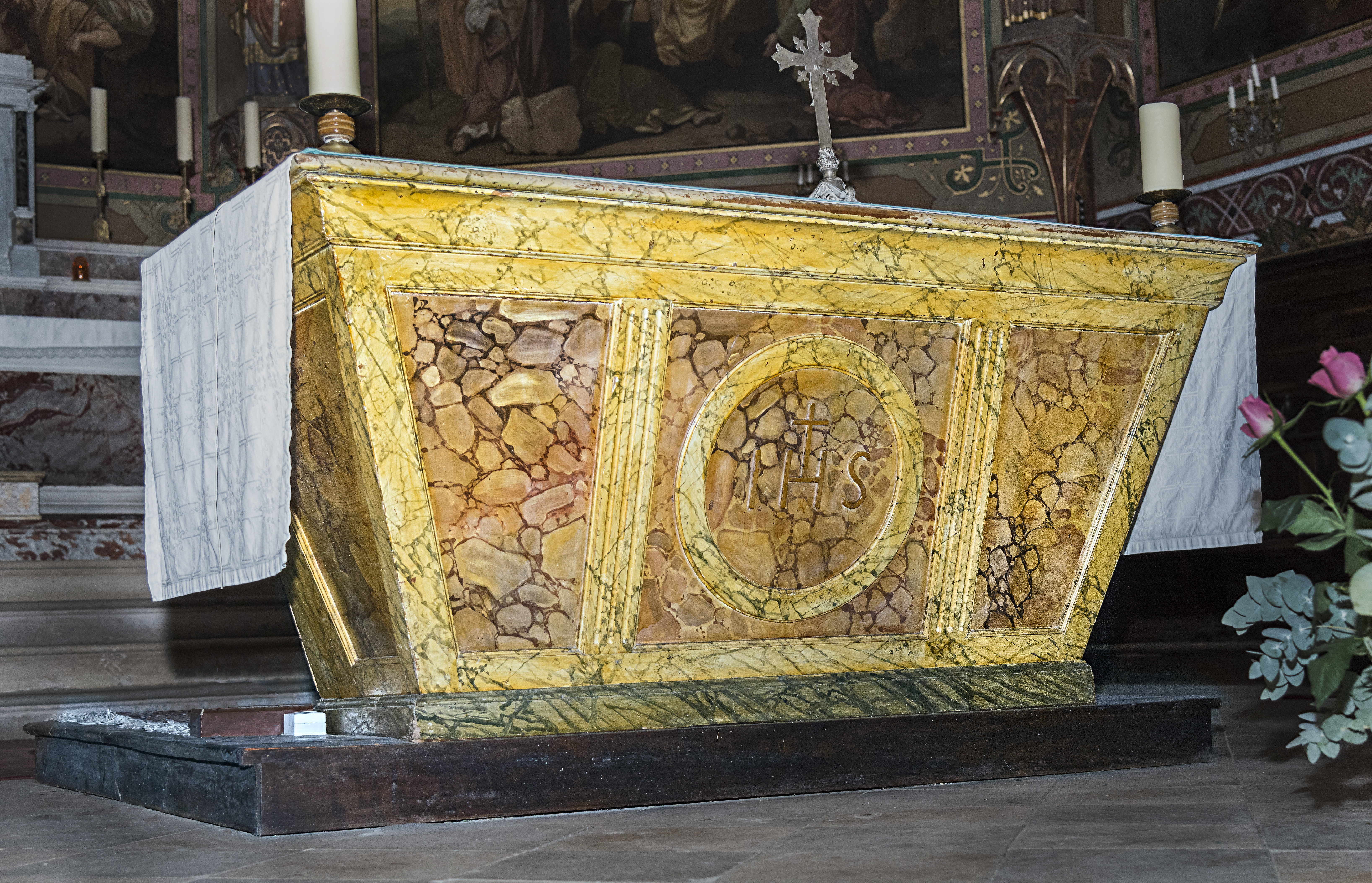
L'ancien autel en bois.
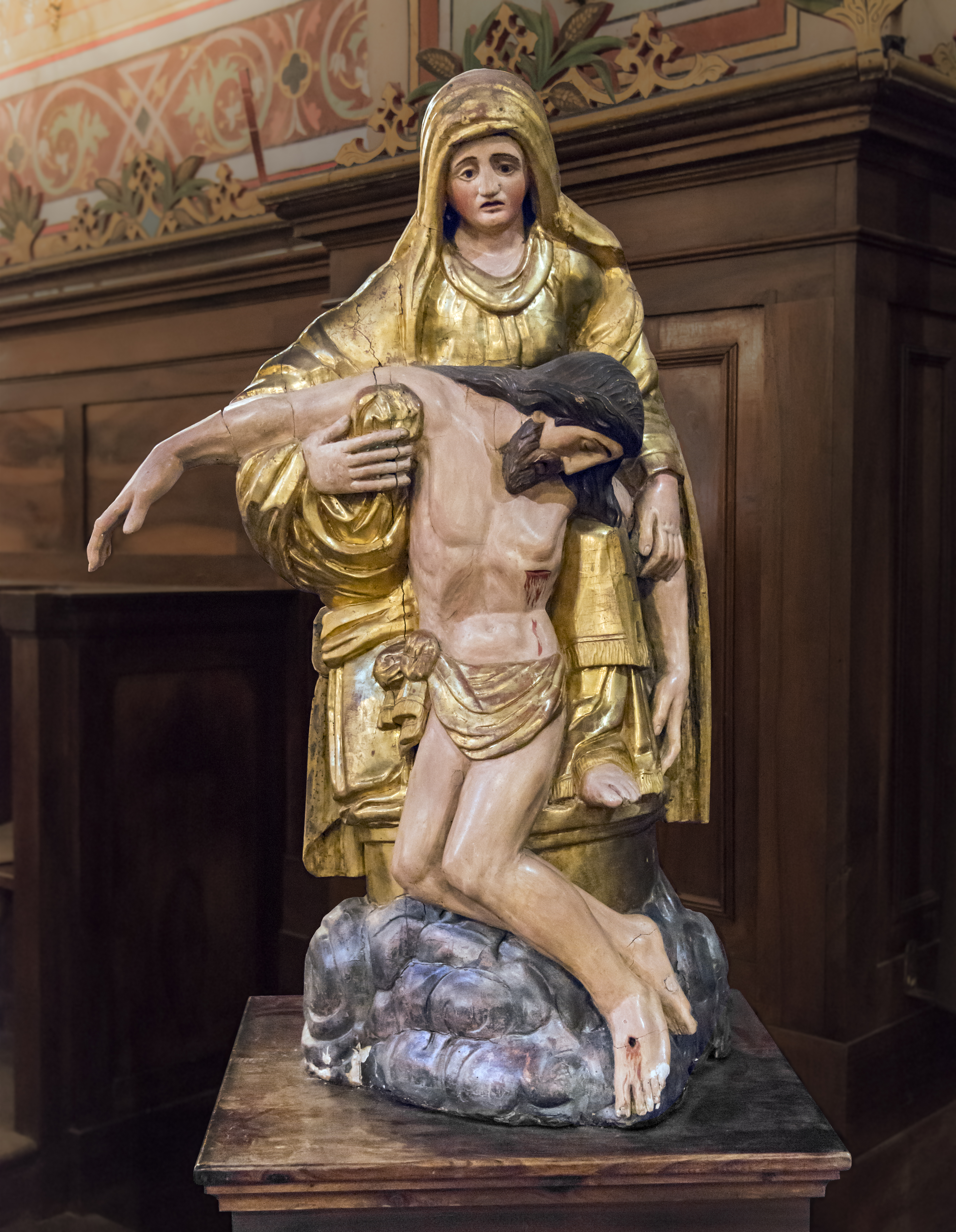
Piéta de 1595.

- Les cinq peintures monumentales absidiales. Ces cinq tableaux polychromes peint à sec sur un enduit blanc son du peintre Arsène Robert. L'artiste a également officié dans les églises de Saint-Marcel-Paulel, Castelmaurou, ou encore de Beauzelle. L'ensemble est daté de 1870.

Le sacrifice d'Abel - scène biblique tirée de l'Ancien Testament. Caïn et son frère sont figurés à proximité d'autels de pierres amoncelées, dans un paysage champêtre. Caïn se tient de dos tandis qu'Abel prie, agenouillé à côté de l'autel où se consume son offrande. Dieu le Père apparaît, penché vers lui.
La Prédication de saint Jean-Baptiste. Seconde des cinq peintures monumentales du chœur. Appuyé sur un bâton cruciforme, saint Jean-Baptiste est revêtu de la mélote en poils de chameau et d' un manteau drapé. Autour de lui se presse une foule de femmes, d'enfants, d' hommes jeunes et de vieillards, certains figurés debout, d'autres assis.
Le sermon sur la montagne.  Troisième des cinq peintures monumentales du chœur. Le Sermon sur la montagne est une scène biblique tirée du Nouveau Testament. Le tableau est fortement inspiré d'une toile du Cycle de la vie de saint Jacques, peint vers 1760 par Charles-Joseph Natoire, pour l'église Saint-Jacques-de-Villegoudou à Castres.
Le Départ des apôtres allant prêcher l’Évangile - quatrième des cinq peintures monumentales du chœur. Réunis autour de saint Pierre les apôtres partent deux par deux pour prêcher par le monde, l'œuvre est inspirée d'une toile du peintre suisse Charles Gleyre (1807-1875), qui avait obtenu un très grand succès au Salon de Paris, en 1845.
Le Triomphe de la Religion - cinquième des cinq peintures monumentales du chœur. Allégorie du triomphe de la Religion sur l'Hérésie, l'œuvre est inspirée d'un élément d'un tableau de Joseph-Marie Vien intitulé saint Denis prêchant la foi en France commandé par l'église saint Roch de Paris.

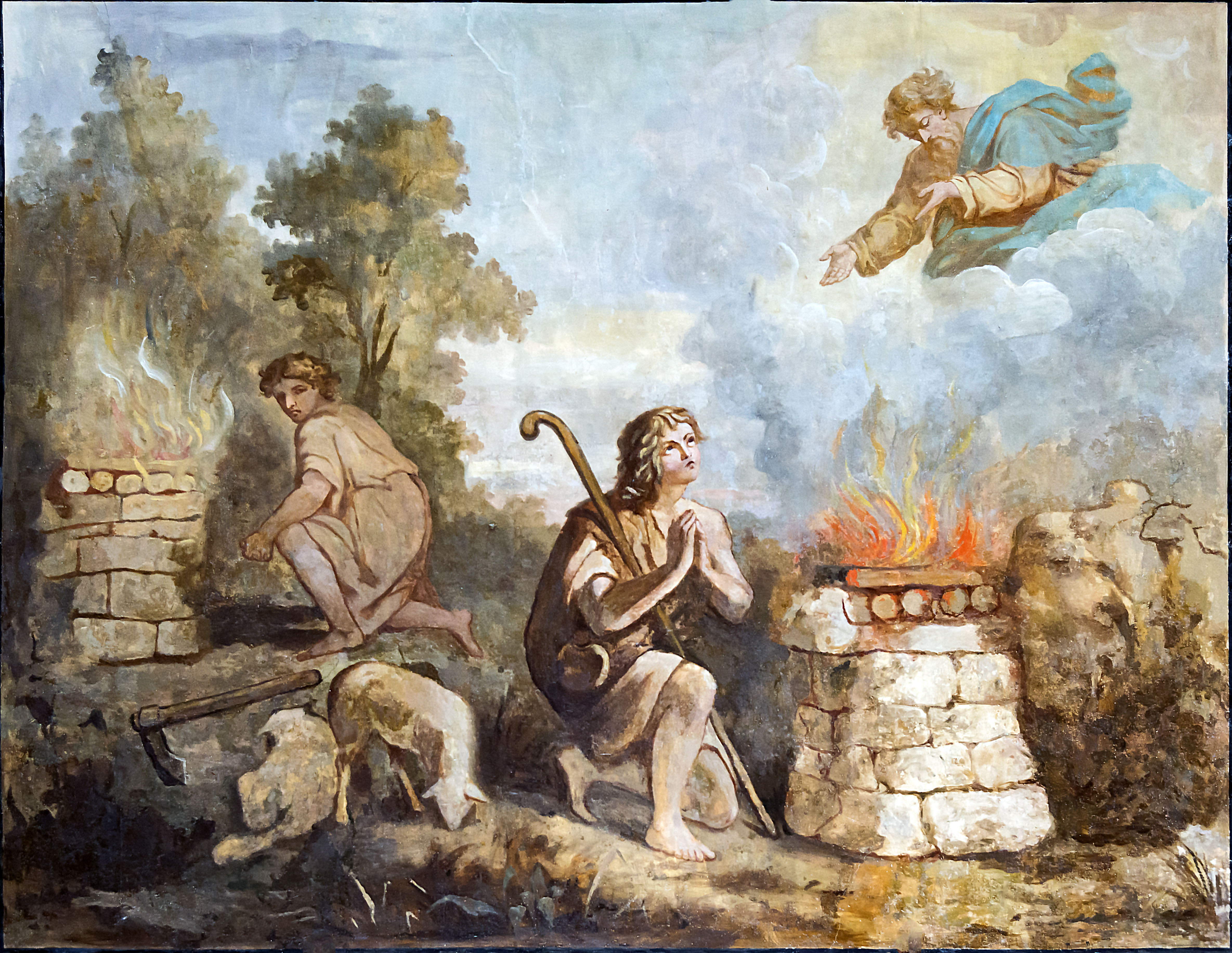
Le sacrifice d'Abel.
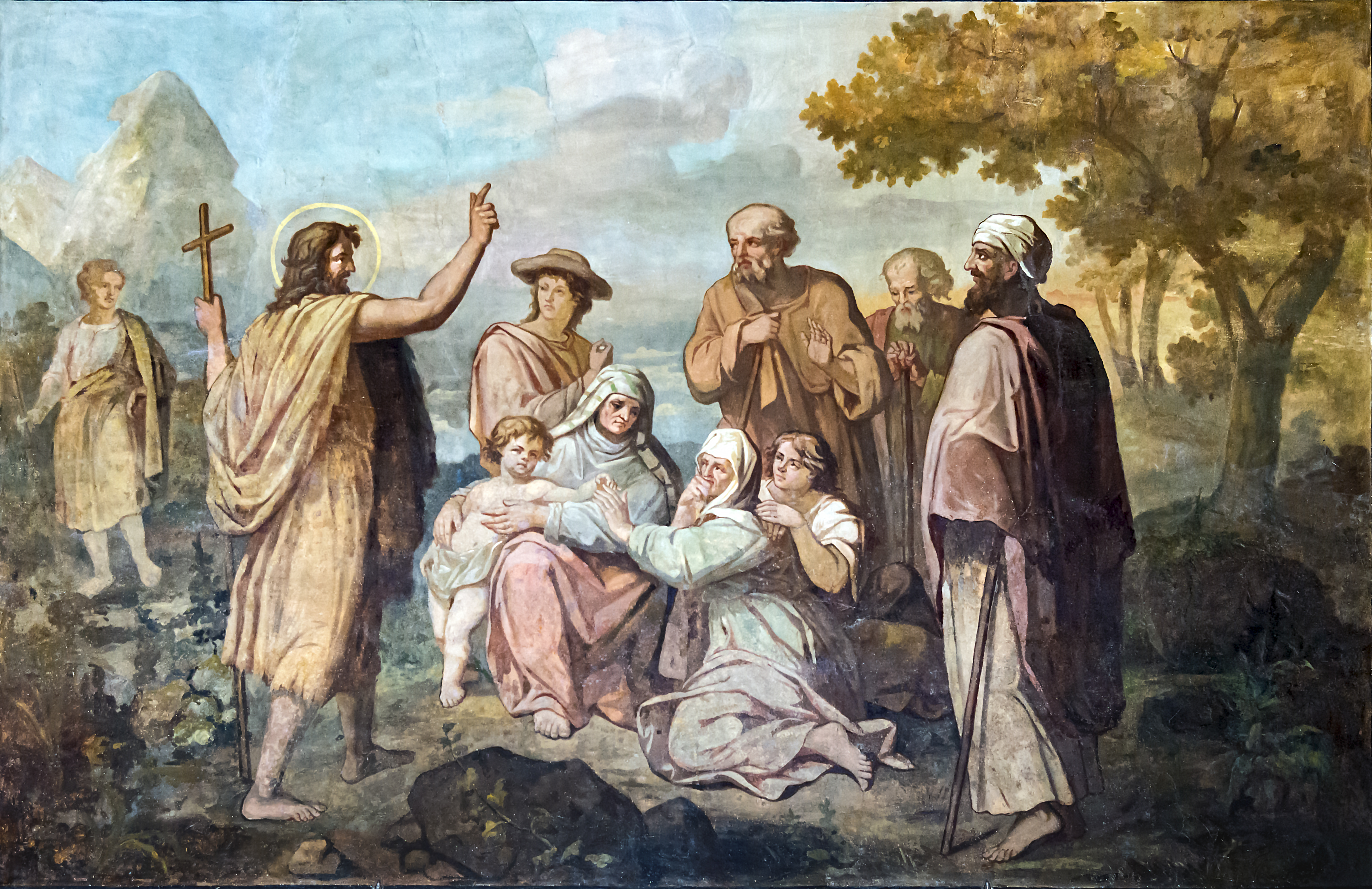
La Prédication de saint Jean-Baptiste.
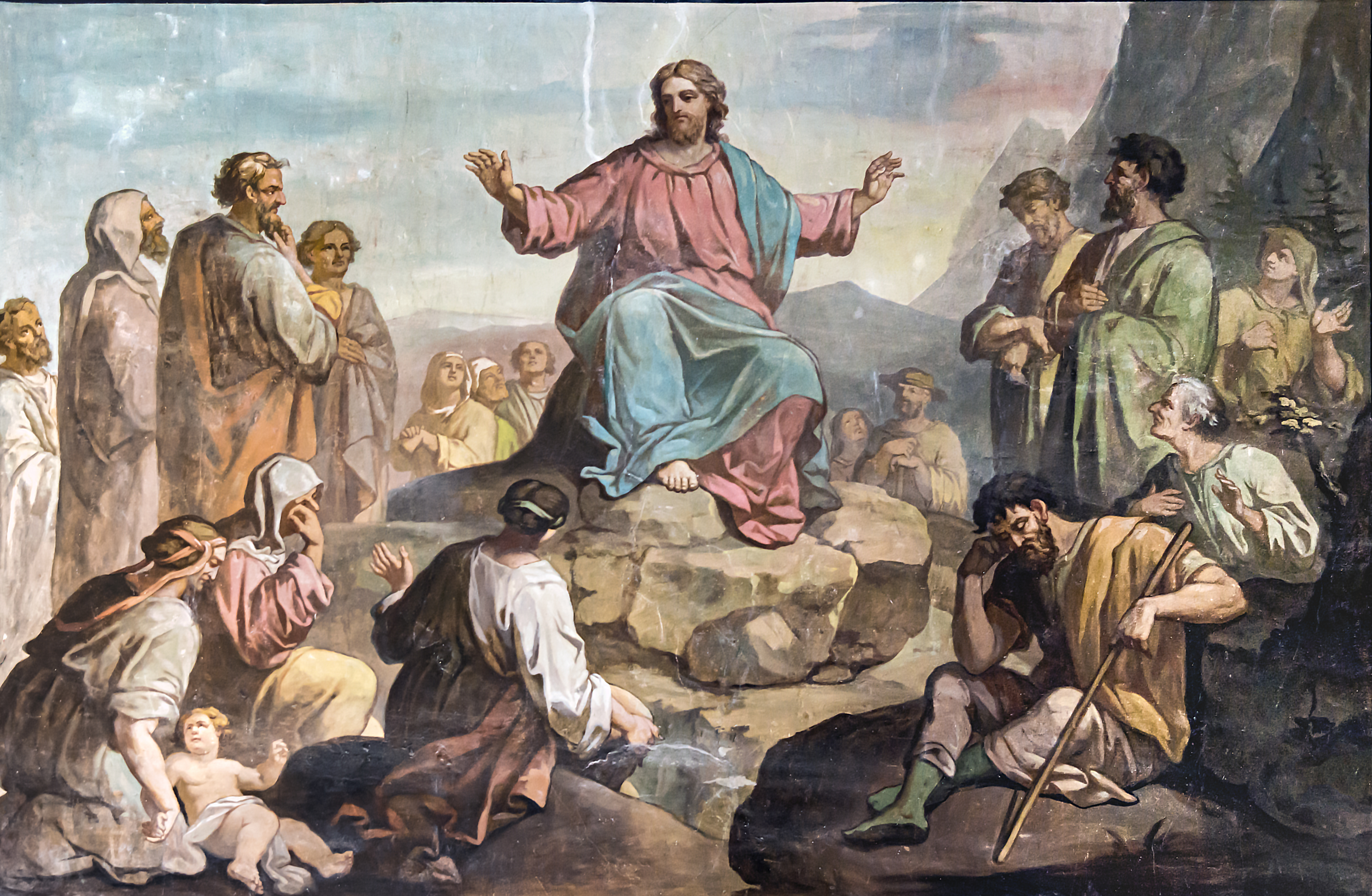
Le Sermon sur la montagne.
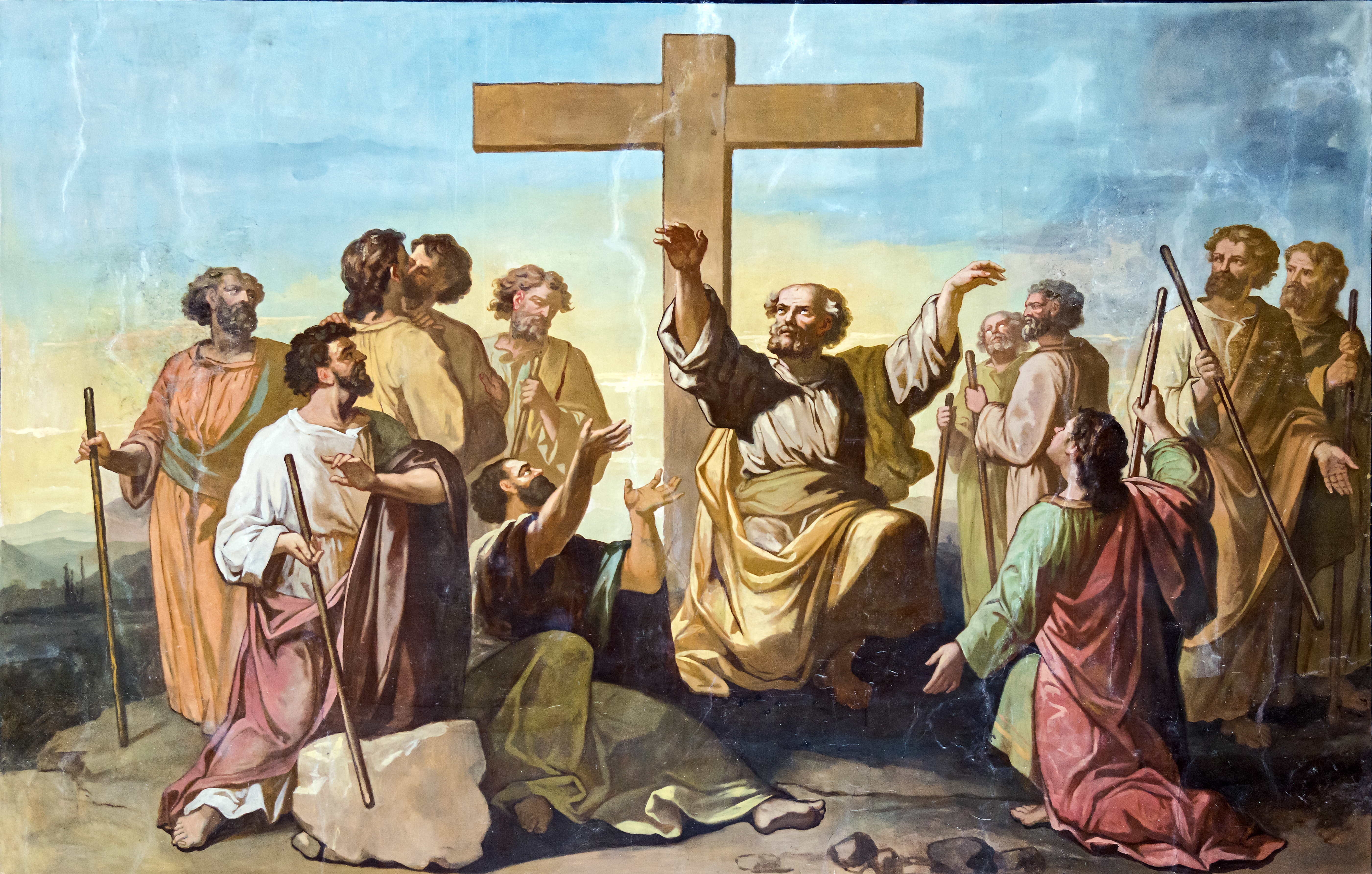
Le Départ des apôtres allant prêcher l’Évangile.
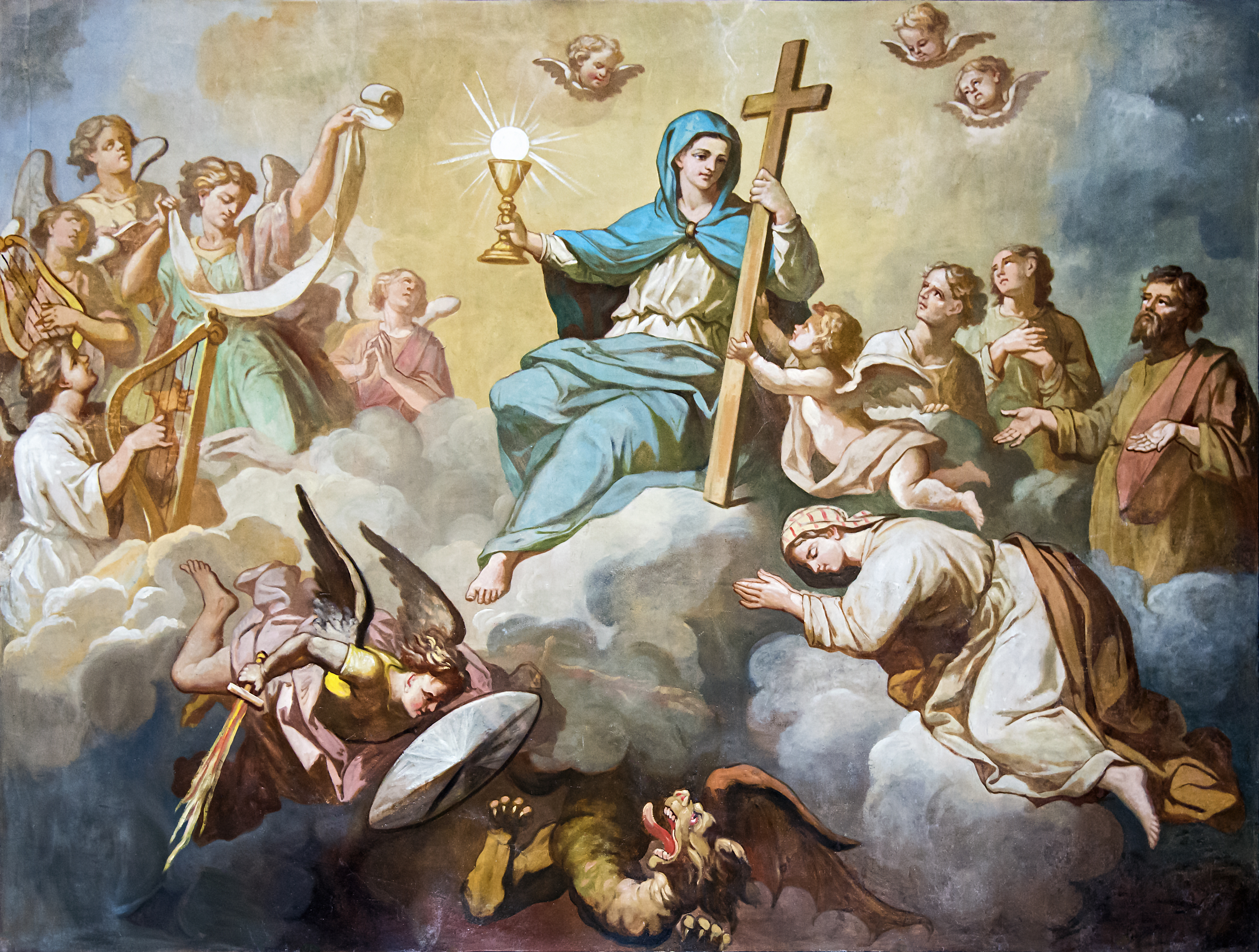
Le Triomphe de la Religion.

### La nef
Saint Pierre apôtre : bronze moulé patiné de noir. Réplique réduite de la statue assise de l'apôtre Pierre par Arnolfo di Cambio, dans la basilique Saint-Pierre de Rome.
La chaire à prêcher, de style néo-gothique. Offerte par la marquise de Cambolas, châtelaine de Castelnau d'Estrétefonds, elle a été achetée en 1871 aux ateliers de Gaston Virebent, céramiste près de Toulouse .
Apothéose de saint Martin -  Peinture monumentale (Huile du toile) 430cm - Apothéose de saint Martin, emporté au ciel par des anges, en présence de la Trinité. Elle date du dernier quart du XVIIIe siècle.

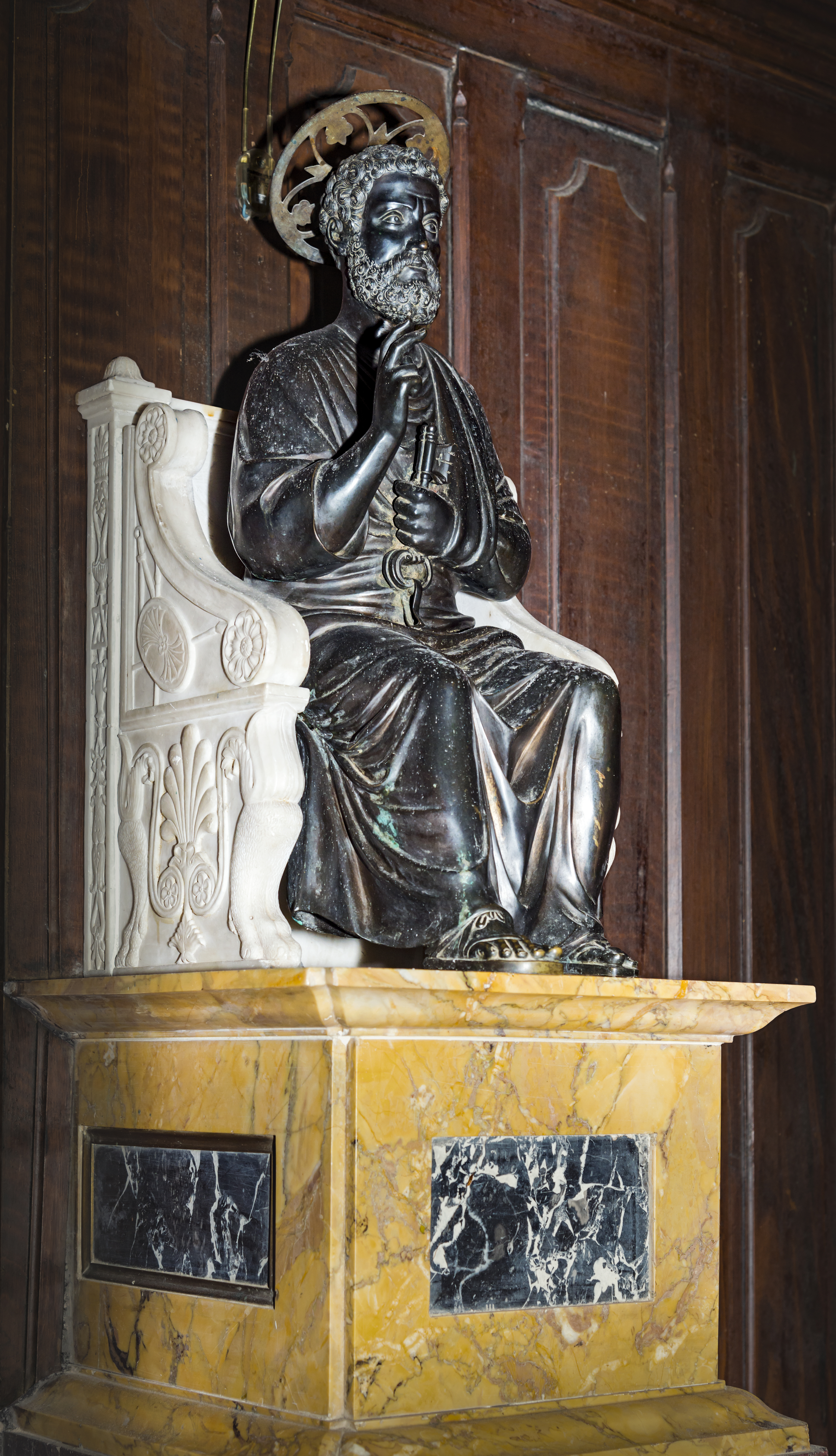
Statue de saint Pierre apôtre.
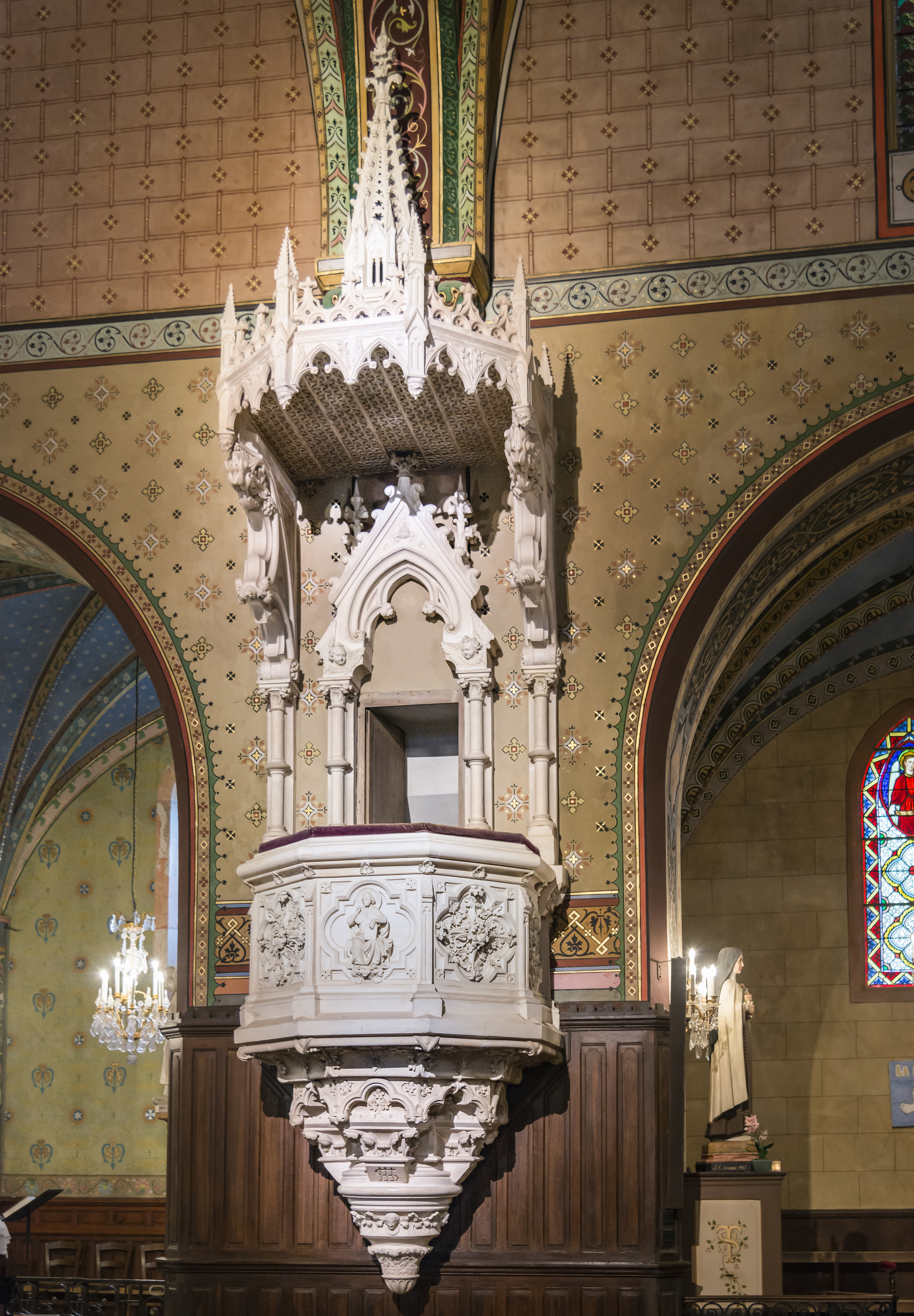
Chaire de style néo-gothique.
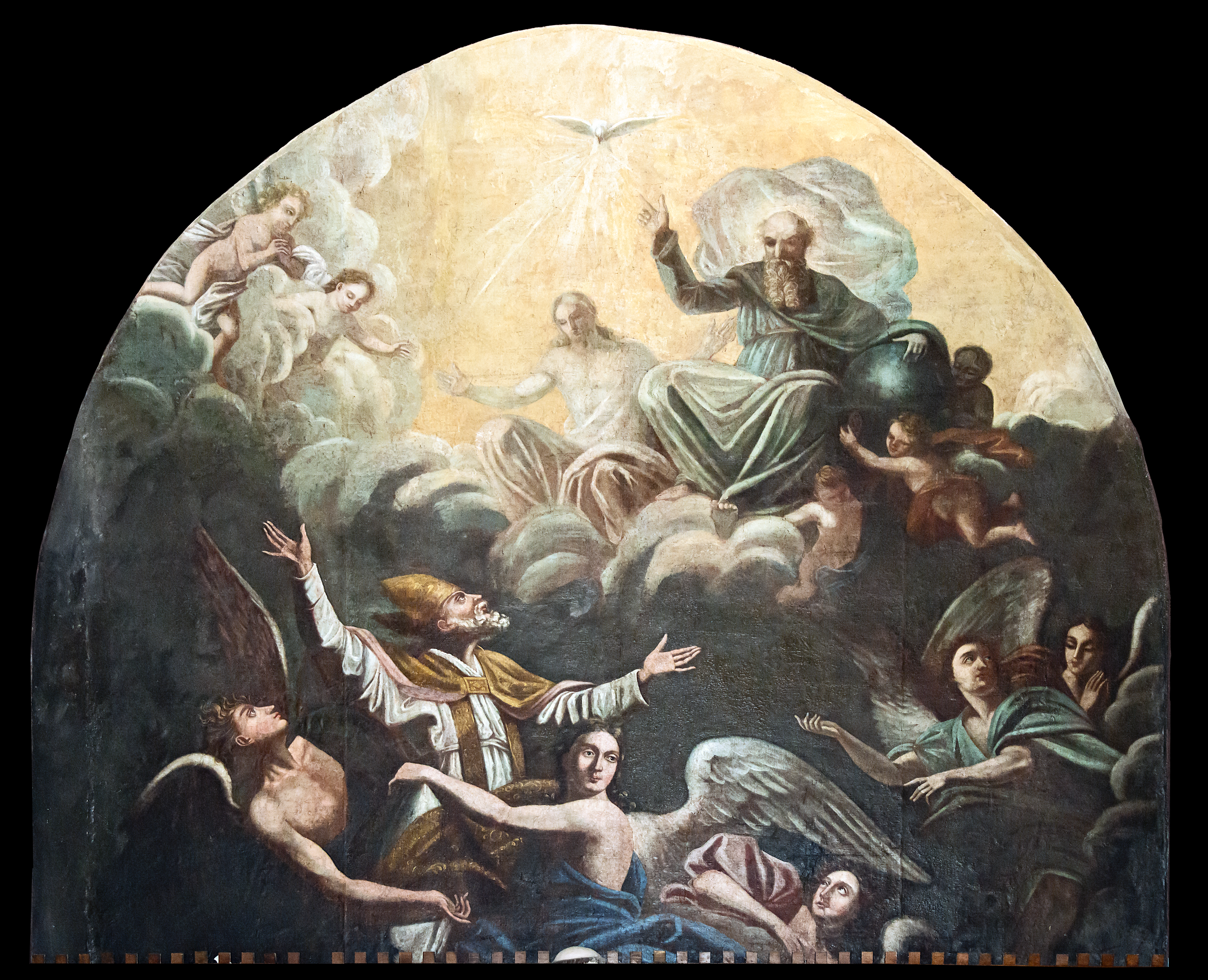
L'apothéose de saint Martin.

Un buste-reliquaire de saint Blaise.  Dernier quart du XVIIe siècle. Le buste est posé sur un piédouche où figure un taureau couché, saint Blaise étant le patron des laboureurs .
Châsse de sainte Germaine de Pibrac. Reliquaire en bronze doré et verre contemporain de la canonisation de sainte Germaine de Pibrac, en 1867.

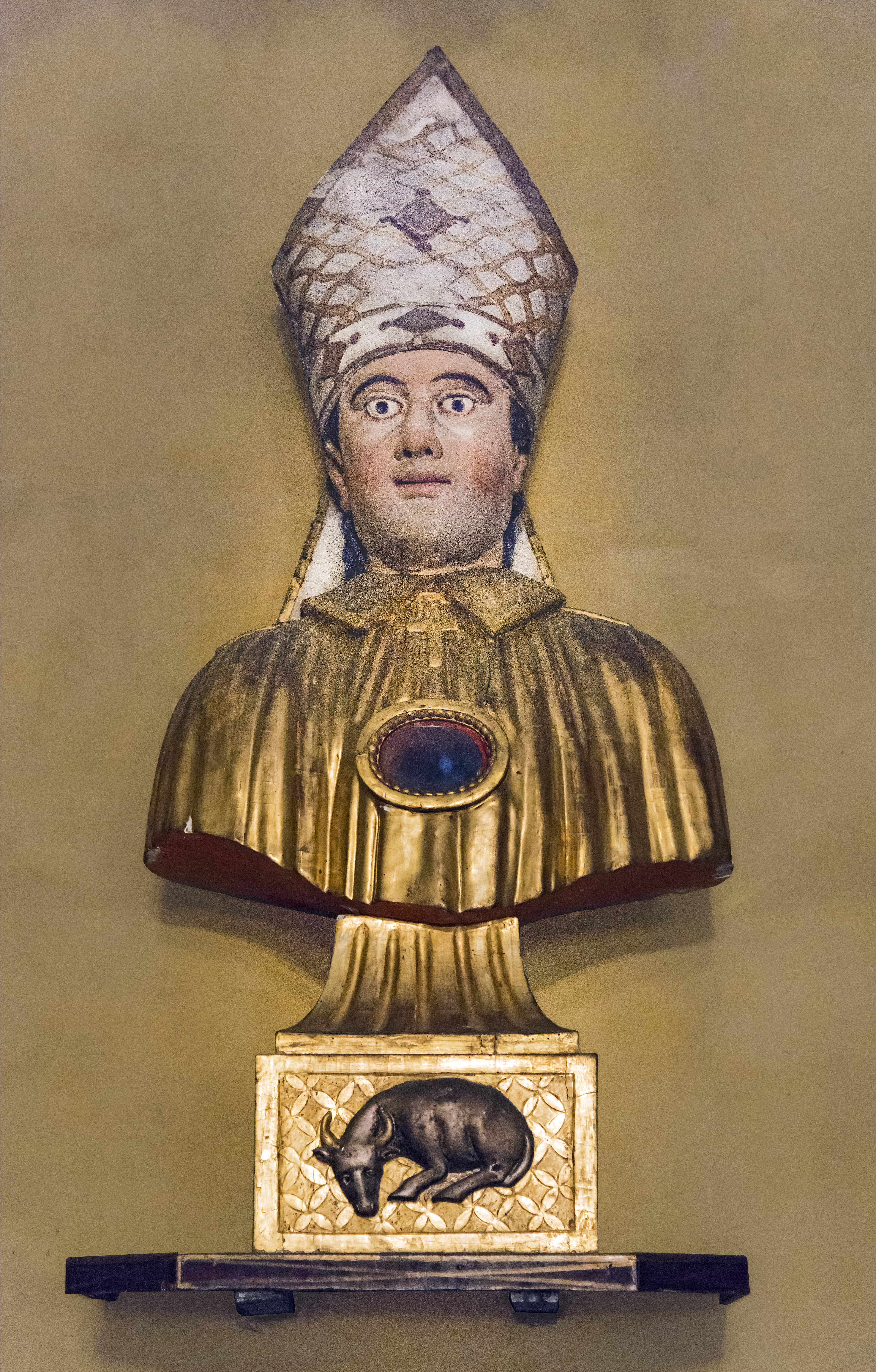
Buste-reliquaire de saint Blaise.
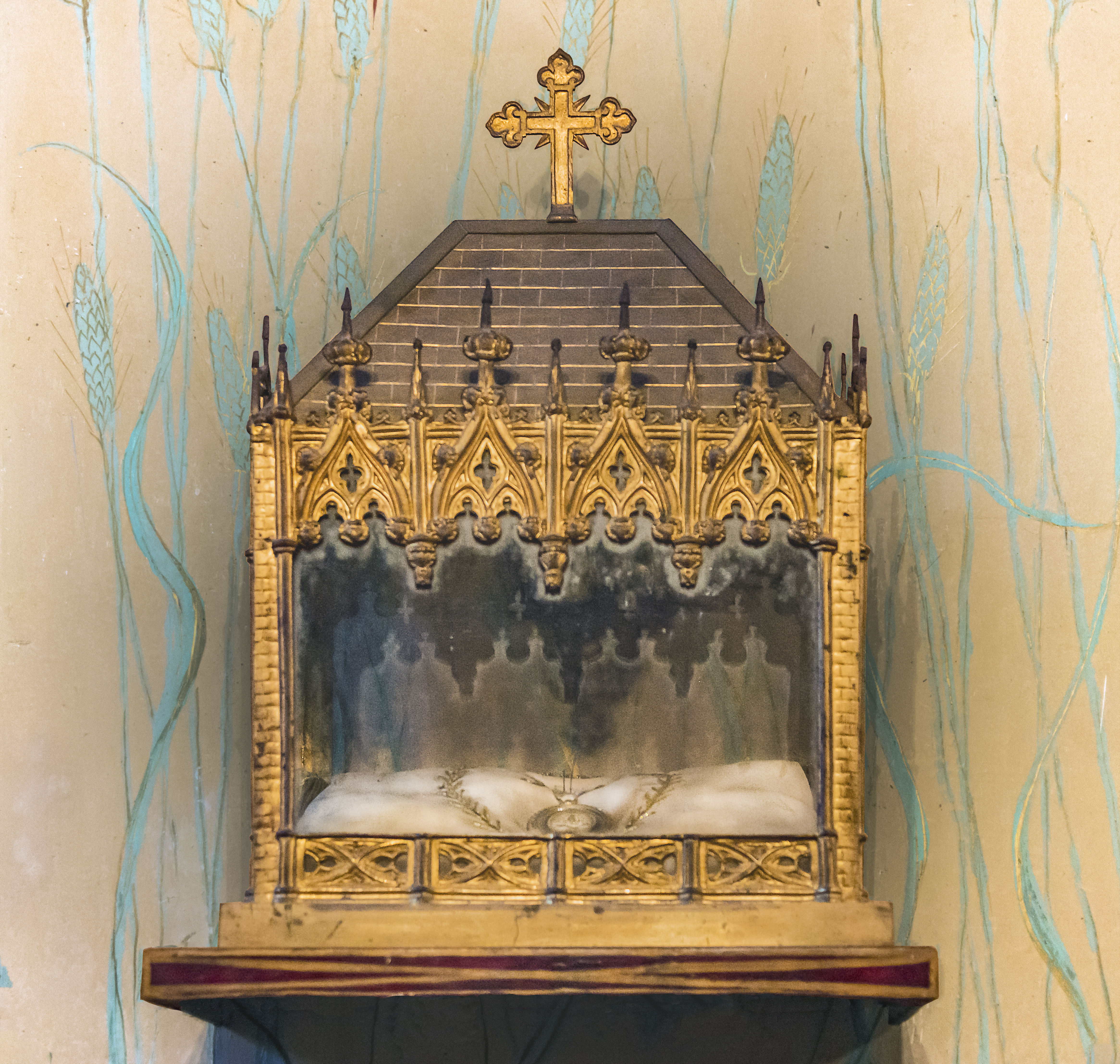
Châsse de sainte Germaine.

La chapelle des fonts baptismaux : Le socle, la colonne en terre cuite, la vasque en marbre sont d'Auguste Virebent.

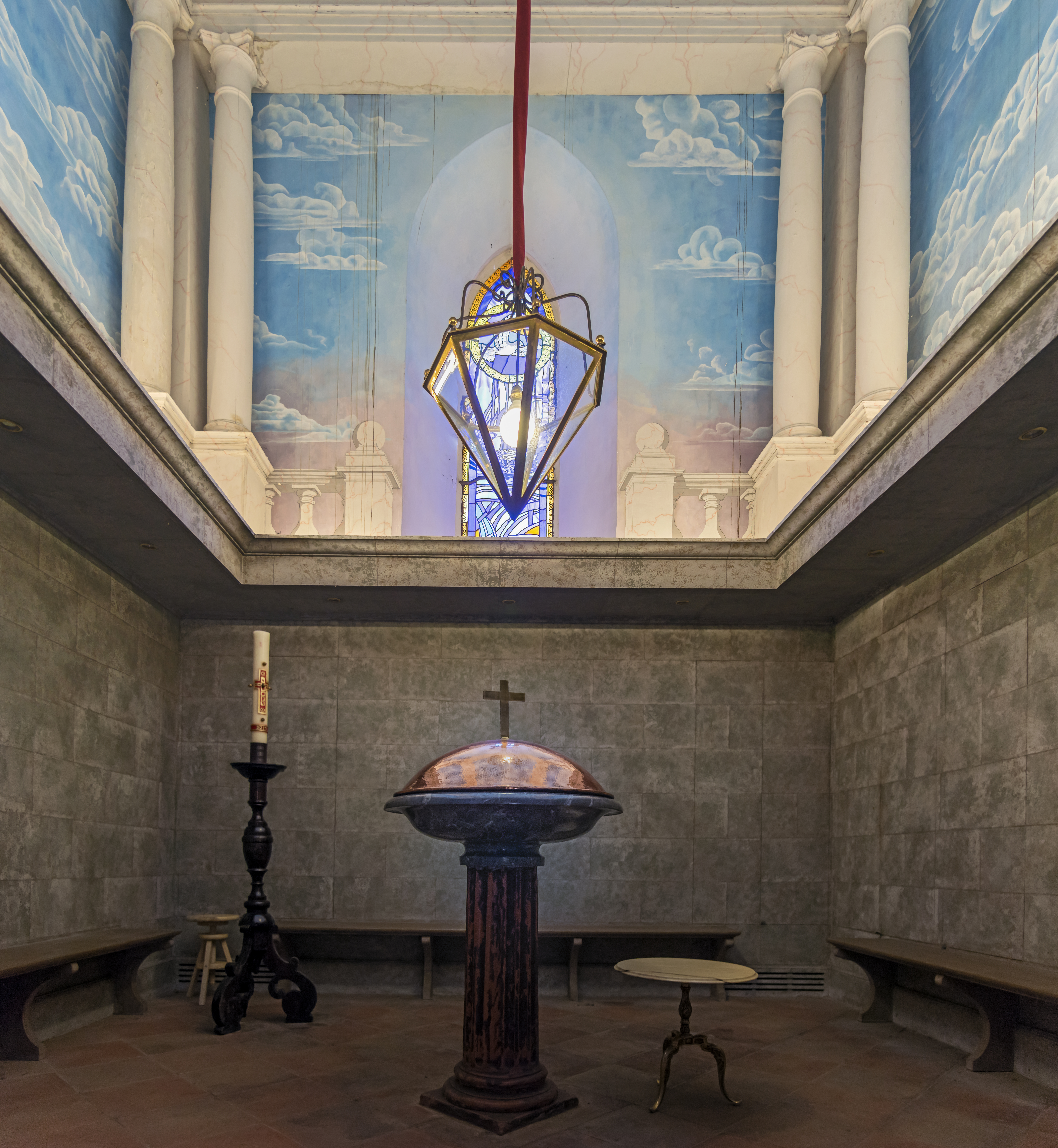
La chapelle des fonts baptismaux.

### Sacristie
Côté droit de la nef devant le chœur, elle habite de nombreux éléments historiques.
- Le reliquaire de saint Déodat. Construit comme un petit tabernacle, à la porte remplacée par une vitre bleuté, le fond derrière la relique est constitué d'un canivet l'ensemble date du XVIIe siècle[20].
- Ancien Tabernacle du XVIIe - Cet ancien tabernacle présente les mêmes fonds en treillis (reparure) que le buste reliquaire de saint Blaise conservé dans l'église. Ce pourrait être le tabernacle d'un retable détruit de l'ancien maître-autel de l'église, dont la construction est ordonnée en 1698 par monseigneur Colbert. Ce tabernacle est encore mentionné comme étant extrêmement vieux en 1733[21].
- Descente de croix et Mise au tombeau. Tableau de la fin du XVIe siècle. Fragment d'un copie d'un tableau de Federico Barocci, dit : Le Baroche[22].

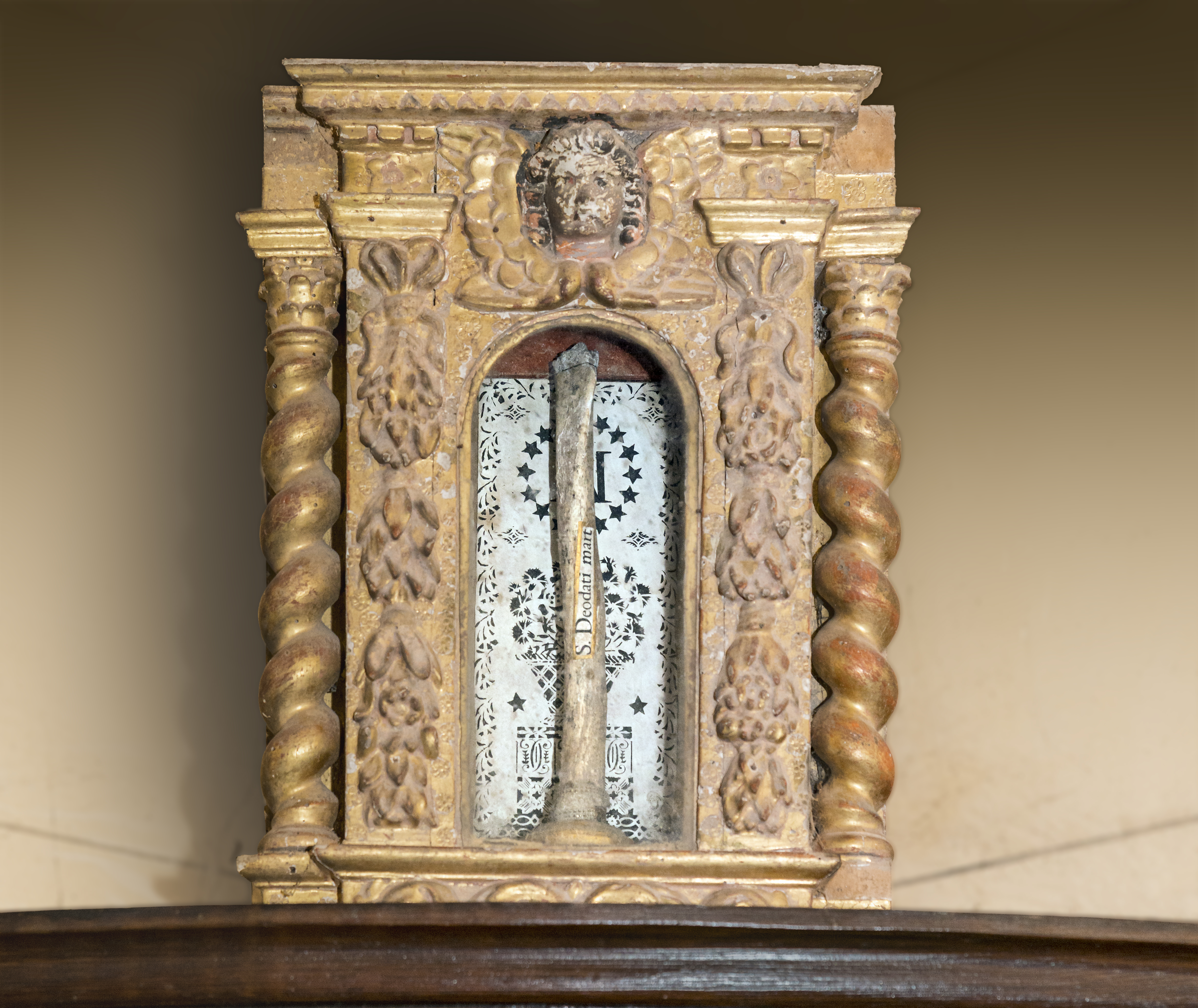
Reliquaire de saint Déodat.
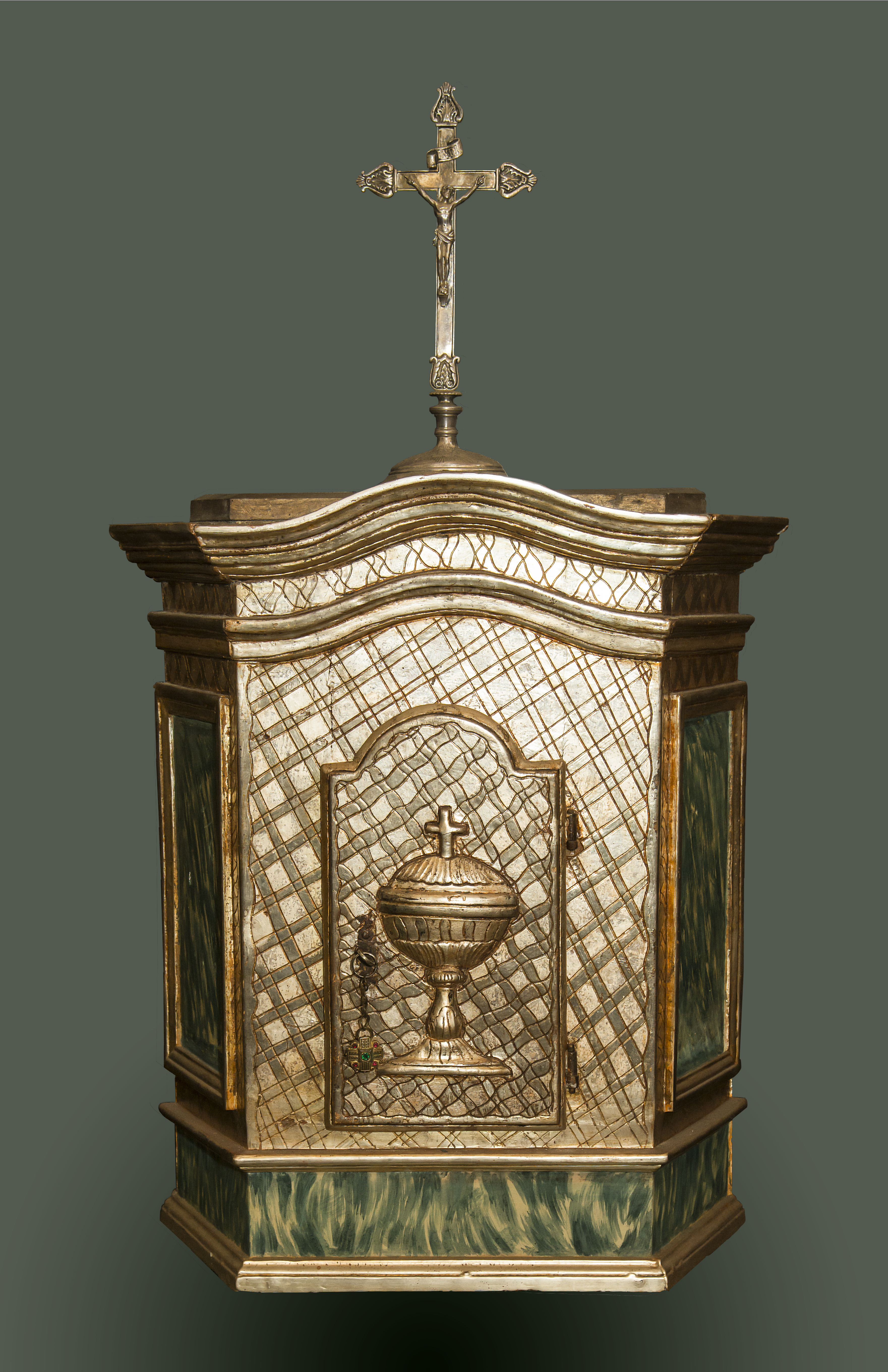
Tabernacle du XVIIe siècle.
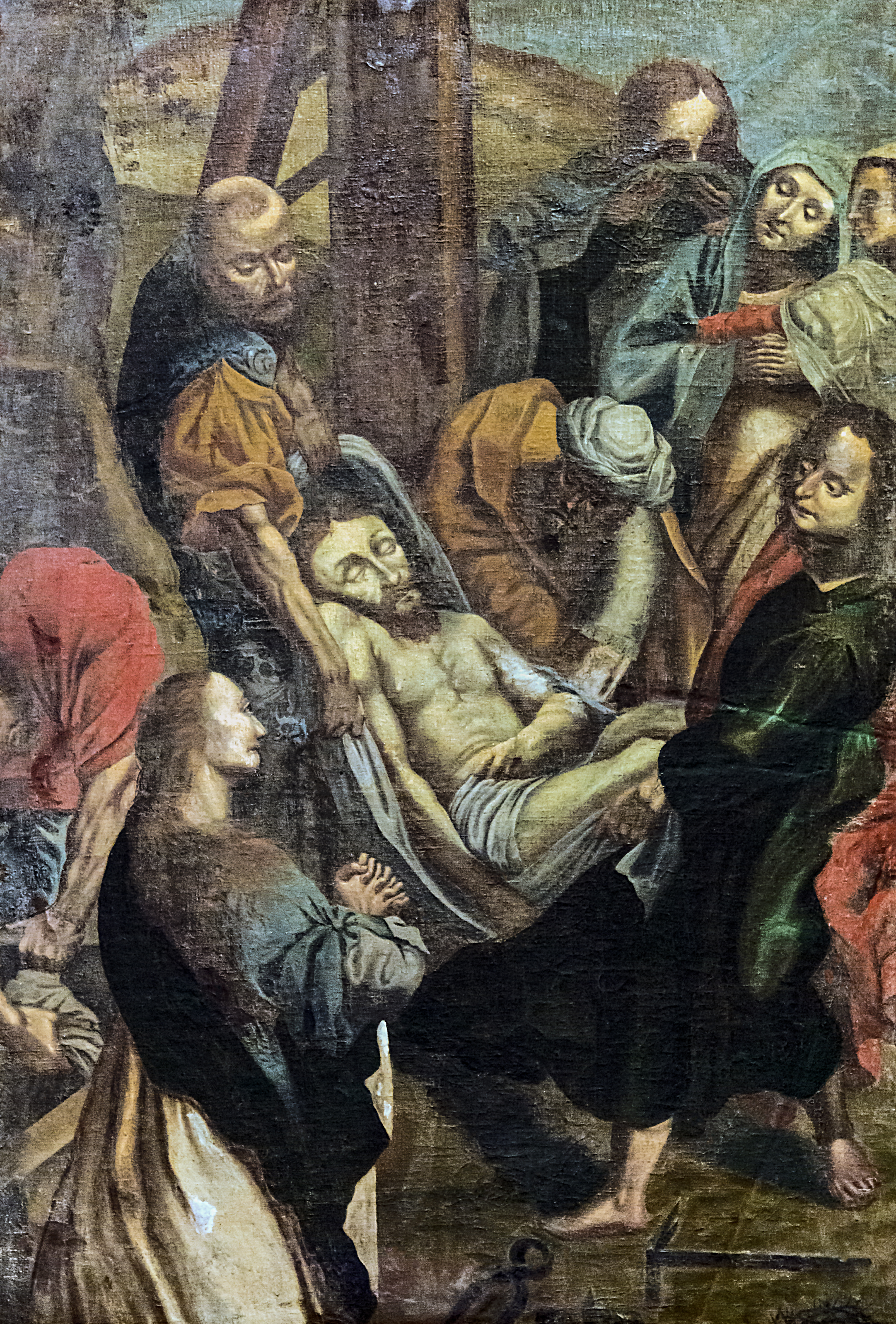
Descente de croix et Mise au tombeau.

### Orgue
L'orgue de tribune œuvre d'Aristide Cavaillé-Coll exécuté entre 1850 et 1856. L'instrument initialement expérimental à quatre claviers a été modifié pour une ‘’commande urgente’’ successivement par la cathédrale de Luçon, puis de Carcassonne, il a été exposé à l'Exposition universelle de Paris, en 1855. L'orgue est livré, le 1er janvier 1857, au couvent des Carmes de Bagnères-de-Bigorre. Après la fermeture du couvent en 1880, l'instrument est offert à la paroisse de Castelnau-d'Estrétefonds par une généreuse commerçante, Marguerite Raynaud veuve Montès, dont le fils était carme au couvent de Bagnères-de-Bigorre. La console, séparée et tournée vers la nef, comporte deux claviers manuels (grand orgue expressif, 14 jeux ; récit, 6 jeux) et d'un pédalier à l'allemande (4 jeux),,.

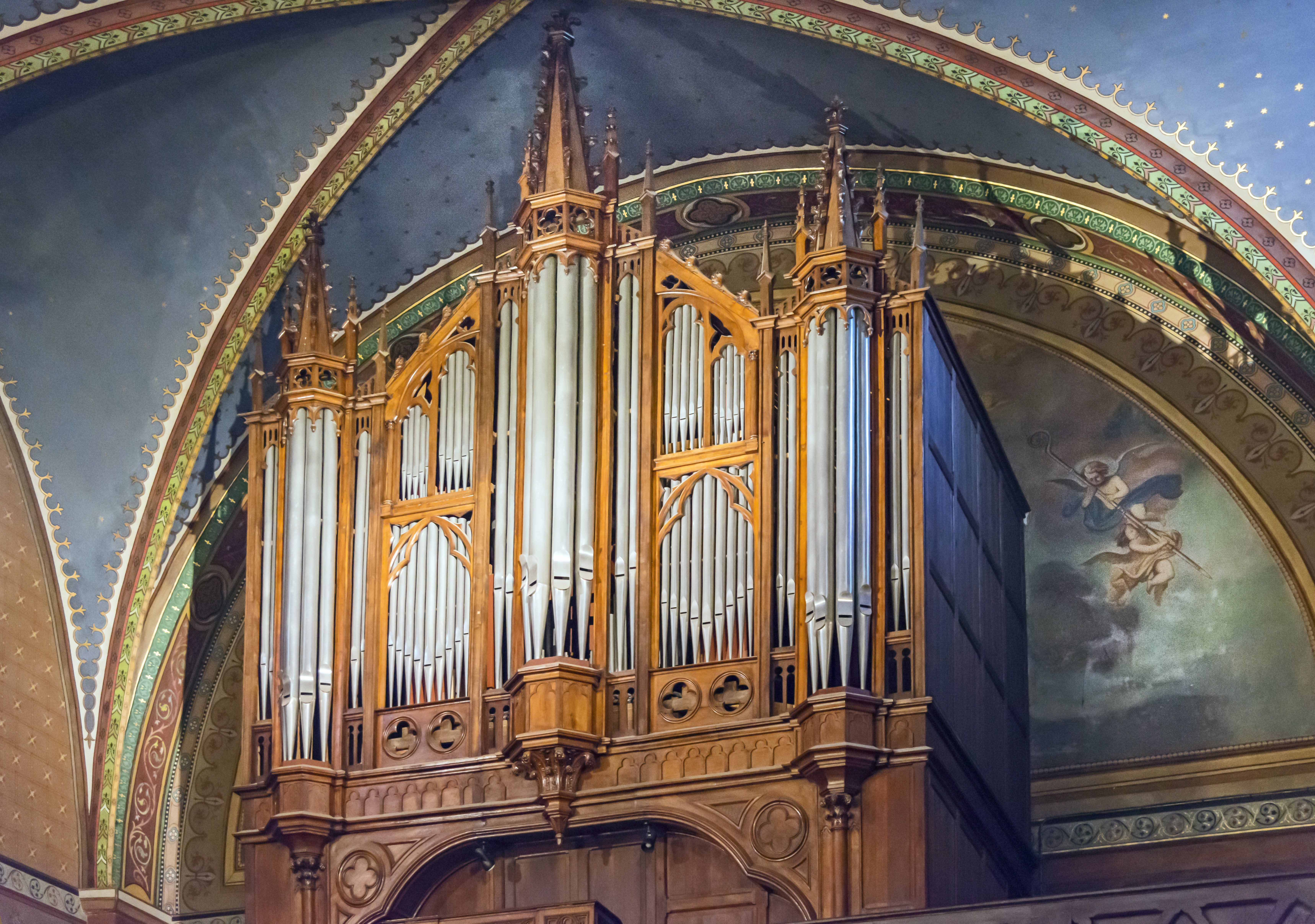
L'orgue de tribune